# Břeclav (huyện)
Huyện Břeclav (tiếng Séc: Okres Břeclav) là một huyện (okres) nằm trong vùng Nam Moravia của Cộng hòa Séc. Huyện Břeclav có diện tích 1173 km², dân số năm 2002 là 123265 người. Thủ phủ huyện đóng ở Břeclav. Huyện này có 69 khu tự quản.

## Các khu tự quản
Huyện Břeclav có 69 khu tự quản sau: